# 이누야시키: 히어로 vs 빌런
《이누야시키 : 히어로 vs 빌런》(일본어: いぬやしき)는 일본에서 제작된 사토 신스케 감독의 2018년 액션, SF,서스펜스 영화이다.
한국 개봉 전에는 2019년 8월 히어로 이누야시키라는 제목으로 개봉을 준비했고 일본 불매운동 당시 히어로 일본 대침공으로 변경했고 이후 아이 엠 어 히어로 2: 이누야시키로 제목을 변경했다. 2020년 이누야시키 : 히어로 vs 빌런으로 제목을 변경했다.

## 출연
주연
- 사토 타케루 : 시시가미 히로 역
- 키나시 노리타케 : 이누야시키 이치로 역

조연
- 혼고 카나타 : 안도 나오유키 역
- 니카이도 후미 : 와타나베 시온 역
- 미요시 아야카 : 이누야시키 마리 역
- 하마다 마리 : 이누야시키 마리에 역
- 사이토 유키 : 시시가미 유코 역
- 이세야 유스케